# Fusinus diminutus
Fusinus diminutus là một loài ốc biển, là động vật thân mềm chân bụng sống ở biển trong họ Fasciolariidae.